# Gmina Budzów
Die Gmina Budzów ist eine Landgemeinde im Powiat Suski der Woiwodschaft Kleinpolen in Polen. Ihr Sitz ist das gleichnamige Dorf.

## Geographie
Die Gemeinde liegt in den Beskid Makowski (Makower oder Mittelbeskiden). Zu den Gewässern gehört die Paleczka.

## Geschichte
Von 1975 bis 1998 gehörte die Landgemeinde zur Woiwodschaft Bielsko-Biała.

## Gliederung
Zur Landgemeinde (gmina wiejska) Budzów gehören folgende Dörfer mit einem Schulzenamt:
Budzów, Baczyn, Bieńkówka, Jachówka, Palcza und Zachełmna.